# Cayo Sandy
El Cayo Sandy (en inglés: Sandy Cay) es una isla deshabitada de las Islas Vírgenes Británicas en el Caribe. Se encuentra a mitad de camino entre las islas Tórtola y Jost Van Dyke. La isla es propiedad de Laurance Rockefeller, sin embargo, sus terrenos se encuentran en el proceso de traspaso al fondo de parques nacionales de las Islas Vírgenes Británicas. La isla es un "área salvaje administrada" con un sendero corto, mantenida con la ayuda de Island Resources Foundation (IRF), una organización no gubernamental (ONG).